# Myonycteris leptodon
Myonycteris leptodon är ett däggdjur i familjen flyghundar som förekommer i Västafrika. Populationen listades fram till 2013 som underart eller synonym till Myonycteris torquata.

## Utseende
Vuxna exemplar är utan svans 88 till 120 mm långa, svansen är upp till 13 mm lång eller den saknas och honor är med 30 till 54 g lite tyngre än hannar som väger 27 till 49 g. Storleken varierar mer hos hannar. Arten har 56 till 67 mm långa underarmar, bakfötter som är 14 till 21 mm långa och 13 till 21 mm stora öron. I ansiktet finns inga mönster, stora ögon med brun regnbågshinna och korta öron. Hannar har några styva hår vid halsen som får en gulorange färg från körtelvätskan. På ovansidan förekommer mjuk och tät päls som är gul- till rödbrun med gråa nyanser vid axlarna och huvudet. Även delar av flygeln bär hår. Pälsen har på undersidan en gråbrun färg med en ullig region vid strupen. Hos Myonycteris leptodon är ungarna mörkare och flyghuden har en mörkbrun färg. Arten har nio vulst i gommen varav de främre fem är tjocka och de andra fyra är smala. Tandformeln är I 2/2, C 1/1, P 3/3, M 2/3, vad som ger 34 tänder i tanduppsättningen.

## Utbredning
Utbredningsområdet sträcker sig från östra Guinea och Sierra Leone till södra Niger. De flesta exemplar lever i tropiska skogar i låglandet. Arten hittas även i en mosaik av skog och gräsmarker samt i trädgårdar. Den når i bergstrakter upp till 1350 meter över havet.

## Ekologi
Små grupper vilar på dagen i bladverket. De utför längre vandringar till områden med regn. Exemplaren äter frukter från Solanum campylacanthum, av fikonträd, av släktet Adenia, från sheanötsträdet, av Cola cordifolia och av andra växter. Arten kan ha två parningstider eller en längre parningstid. Per kull föds vanligen två ungar.

## Hot
Beståndet påverkas måttlig av landskapsförändringar. Arten hittas i olika skyddszoner som Taï nationalpark. Hela populationen antas vara stor. IUCN listar Myonycteris leptodon som livskraftig (LC).